# 周黨
周黨（?—?），字伯况。太原郡广武县（今山西省代县西南）人。东汉隐士。
周黨家产有千金。从小成为孤儿，为族人所养，但待他不好，甚受冷遇。成年后，族人又不归其家产。周黨向县诉讼，才得归还。既而散千金家产于宗族，又将奴婢全部遣送，于是到长安游学。
起初，乡佐曾经当众侮辱周党，周黨久久不能忘怀。后读《春秋》，知道复仇之义，于是停学回乡，与乡佐约定日期决斗。交手动刀后，周黨被乡佐所伤，生命垂危。乡佐佩服他的道义，用车把他拉回去养伤，数日后复苏，明白道理之后离开了。从此修身养志，州里称道他的高洁。
王莽称帝，托病家居。从此盗贼横暴，毁坏郡县，只有到了广武，过城不入。汉光武帝建武年间，徵周黨为议郎，因病去职，于是带着妻子在黾池居住。再次被徵召，不得已，穿着短布单衣，穀树皮束发包头，到尚书台等待召见。光武帝见到热爱，周黨趴在地上而不拜谒，说愿意守志，光武帝同意了。
博士范升参奏毁周黨：“臣闻尧不须许由、巢父，而建号天下；周不待伯夷、叔齐，而王道以成”。太原周黨、东海王良、山阳王成沽名钓誉，不肯应徵，都是大不敬。，天子把奏书给公卿看，下诏：“自古明王圣主，必有不宾之士。伯夷、叔齐不食周粟，太原周黨不受朕禄，亦各有志。其赐帛四十匹。”周黨隐居黾池，著书上下篇後，去世。乡人认为他贤德建祠祭祀。

## 延伸阅读
[在维基数据编辑]
 《後漢書·卷83》，出自范晔《後漢書》
 《東觀漢記》